# Karl Nordström
Karl Fredrik Nordström (ur. 11 lipca 1855 na wyspie Tjörn, zm. 16 sierpnia 1923 w Sztokholmie) – szwedzki malarz. Malował głównie pejzaże. W latach 1893–1896 wraz z Richardem Berghiem i Nilsem Kreugerem tworzył ugrupowanie artystyczne, zwane Varbergsskolan (Szkoła z Varberg). W latach 1896–1920 był przewodniczącym związku artystów szwedzkich Konstnärsförbundet.

## Życiorys

### Edukacja
Karl Nordström urodził się i wychował w osadzie Hoga na wyspie Tjörn w zachodniej Szwecji, na północ od Göteborga. Ojciec, Anders Nordström, był komisarzem policji, matka, Britt-Louise Hellberg, zajmowała się domem. Mając 20 lat Karl Nordström przeniósł się do Sztokholmu. W latach 1875–1876, pomimo oporu ze strony rodziców, został słuchaczem kursu przygotowawczego do studiów na Konstakademien. Poznał tam swych przyszłych kolegów i bliskich współpracowników Richarda Bergha i Nilsa Kreugera, co miało w przyszłości okazać się dla niego ważniejsze od samego kursu, prowadzonego według anachronicznych zasad. Obdarzony przywódczymi cechami Karl Nordström zajął wkrótce centralne miejsce wśród młodszych kolegów.
W 1877 roku rozpoczął studia u Edvarda Perséusa, gdy odmówiono mu przyjęcia na kierunek antyczny w Konstakademien. Jesienią 1880 roku wyjechał do Antwerpii a następnie do Brukseli, gdzie przez trzy miesiące studiował zbiory tamtejszych muzeów. W styczniu 1881 przyjechał do Paryża, gdzie dołączył do kolonii artystycznej na Montmartre. Poświęcił się samodzielnym studiom. Udało mu się z czasem wynająć atelier wspólnie z jednym ze szwedzkich artystów. Lato spędził w Normandii, a na jesieni powrócił do Paryża.

### 1881–1892 Impresjonizm
W marcu 1882 roku Karl Nordström razem z norweskimi malarzami Christianem Krohgem i Christianem Skredevigiem obejrzał siódmą wystawę impresjonistów w Paryżu. Na wystawie znalazło się 35 płócien Moneta, 36 – Pissarro, 25 – Renoira i 27 – Sisleya. Wystawa wywarła na nim ogromne wrażenie. Zainteresował się impresjonizmem, a zwłaszcza jego skupianiem się na powierzchowności i zdolnością do rejestracji ulotnej chwili czy nastroju. Postanowił pozostać dłużej we Francji. Zadebiutował w Salonie paryskim dwoma obrazami: Studium z Eure oraz Ogród na Montmartre.
Wiosną tego samego roku Karl Nordström wybrał się do Grez-sur-Loing, niewielkiego, letniskowego miasteczka ze średniowiecznym kościołem i kamiennymi domami, zachowanego w niezmienionej formie od średniowiecza, sprawiającego wrażenie, jakby czas zatrzymał się w miejscu. Poczuł wówczas, że budzi się w nim chęć malowania. Był ciągle pod wrażeniem barwy i gry świateł w obrazach Maneta, Pissarro czy Sisleya. Pod ich wpływem zaczął malować jasne, nastrojowe obrazy, odznaczające się finezyjnym wykonawstwem. Latem powrócił do Szwecji. Na jesieni wziął udział w wystawie w Göteborgu.
W 1883 Karl Nordström przebywał na rodzinnej wyspie, a wiosną wystawiał swoje prace w Konstföreningen, w Göteborgu.

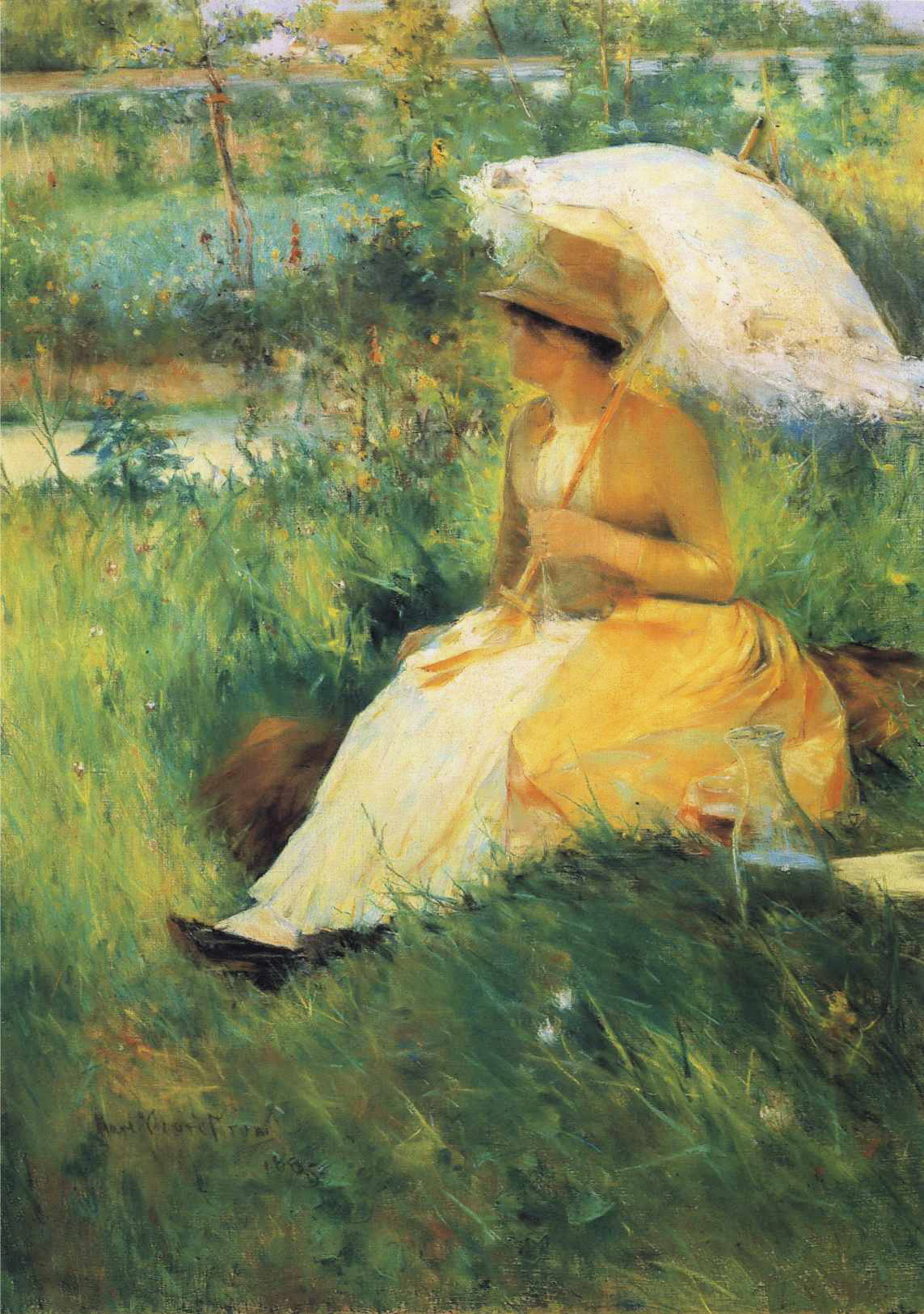
Moja żona (1885, Göteborgs konstmuseum (Tekla Lindeström, żona Karla Nordströma)

W marcu 1884 powrócił do Francji i zatrzymał się na dłużej w Grez-sur-Loing, gdzie mieszkał do lata 1886. W Paryżu pod przewodnictwem Ernsta Josephsona zawiązał się ruch Opozycjonistów (Opponenterna), który podjął decyzję o zorganizowaniu w 1885 roku w Sztokholmie wystawy „Från Seinens strand” („Znad brzegów Sekwany”).
W I połowie lat 80. XIX wieku w Gréz-sur-Loing pod Paryżem zamieszkała spora grupa szwedzkich malarzy; oprócz Karla Nordströma byli to Nils Kreuger i Carl Larsson. Ich prace, a także prace innych przedstawicieli nowego kierunku, zapowiadały rewolucję w malarstwie, opuszczenie ciemnych, zatęchłych pracowni na rzecz bezpośrednich obserwacji natury, dokonywanych w pełnym świetle dnia.
W 1885 Ernst Josephson wespół z osiemdziesięcioma czterema kolegami, w tym Karlem Nordströmem i Carlem Larssonem, przypuścili atak na dogmatyzm Królewskiej Akademii Sztuk Pięknych i na jej spetryfikowane, omszałe poglądy. Opozycjoniści przedstawili długą listę niezbędnych ich zdaniem zmian. Chodziło im między innymi o to, by nauczyciele mieli swoje atelier, by studenci mogli wybierać nauczycieli, by artyści spoza Akademii mogli dostawać granty. Władze Akademii odmówiły nawet dyskusji nad postulatami grupy. Karl Nordström przyjechał do Sztokholmu, by wziąć udział w przełomowej, jak się miało okazać, wystawie Från Seinens strand (Znad brzegów Sekwany) zorganizowanej przez Opozycjonistów. Zaprezentował tam swój obraz Leśna polana, motyw z Grez, który wzbudził irytację tak u publiczności, jak i wśród krytyków. Po zakończeniu wystawy powrócił do Grez-sur-Loing, gdzie spędził większość czasu. Na jesieni zawarł znajomość z Augustem Strindbergiem, który przyjechał do Francji kilka miesięcy wcześniej.
Latem 1886 roku Karl Nordström ożenił się z Teklą Wilhelminą Lindeström, również artystką. Dołączyła ona również do kolonii artystycznej w Grez-sur-Loing. Ich córka Elsa w wieku dojrzałym również została artystką i zamieszkała we Francji. W tym samym roku Karl Nordström powrócił do Szwecji, gdzie uczestniczył w wystawach. Wstąpił do nowo założonego przez Opozycjonistów związku artystów Konstnärsförbundet. W październiku uczestniczył w debiutanckiej wystawie związku w galerii Blanchs konstsalong w Sztokholmie. Wystawa została przychylniej, niż przedtem przyjęta przez krytykę. Powodem mogła być duża ilość szwedzkich motywów w jego obrazach.
Lato 1887 roku spędził głównie na wyspie Lyrön koło Thorn. Wziął udział w drugiej wystawie Konstnärsförbundet w Göteborgu. Początek 1888 roku spędził na Thorn, a lato na wyspie Ekerö, po czym przeniósł się do Sztokholmu. Jesienią wynajął Gula huset (żółty dom) na terenie Skansenu na Djurgården. Uczestniczył następnie w drugiej wystawie Konstnärsförbundet w Sztokholmie, gdzie zaprezentował swoje trzy prace.
W 1889 wziął udział w Światowej wystawie w Paryżu prezentując 7 obrazów w dziale szwedzkim; jedno z jego dzieł zakupił książę Eugeniusz. W 1890 uczestniczył w kolejnej wystawie Konstnärsförbundet w Sztokholmie. W grudniu tego samego roku powstał konkurencyjny związek Svenska Konstnärernas Förening (Szwedzki Związek Artystów); Karl Nordström zawsze pozostawał w opozycji do niego.
W 1891 doszło do rozłamu w związku, do którego on sam należał. W lutym po przetasowaniach personalnych w kierownictwie Konstnärsförbundet i odejściu jego przewodniczącego, Georga Pauli nowym przewodniczącym został Richard Bergh, wiceprzewodniczącym Per Hasselberg, a sekretarzem Karl Nordström. W maju związek postanowił nie brać udziału w wystawach konkurentów, wskutek czego niektórzy jego członkowie, w tym Georg Pauli i Carl Larsson postanowili odejść.
Jesienią 1892 Karl Nordström wyjechał ze Sztokholmu na Tjörn. Uczestniczył następnie w wystawie Konstnärsförbundet w Kopenhadze. Obecny na wystawie duński historyk sztuki Emil Hannover nazwał Nordströma najbardziej niezależnym i oryginalnym spośród szwedzkich malarzy. Karl Nordström przy okazji udziału w wystawie, zapoznał się, razem z Richardem Berghiem i Nilsem Kreugerem, z pracami Paula Gauguina i Vincenta van Gogha.

### 1893–1907 Varbergsskolan
W czerwcu 1893 Karl Nordström powrócił na Tjörn gdzie w Varberg założył kolonię artystyczną razem z przyjaciółmi Richardem Berghem i Nilsem Kreugerem. Po latach ochrzczono ich twórczość mianem Szkoły z Varberg (Varbergsskolan). Jeszcze w tym samym roku wziął udział w Światowej wystawie w Chicago. Rok 1894 spędził w Varberg. Wiosną 1894 i 1895 uczestniczył w wystawie Konstnärsförbundet w Sztokholmie.

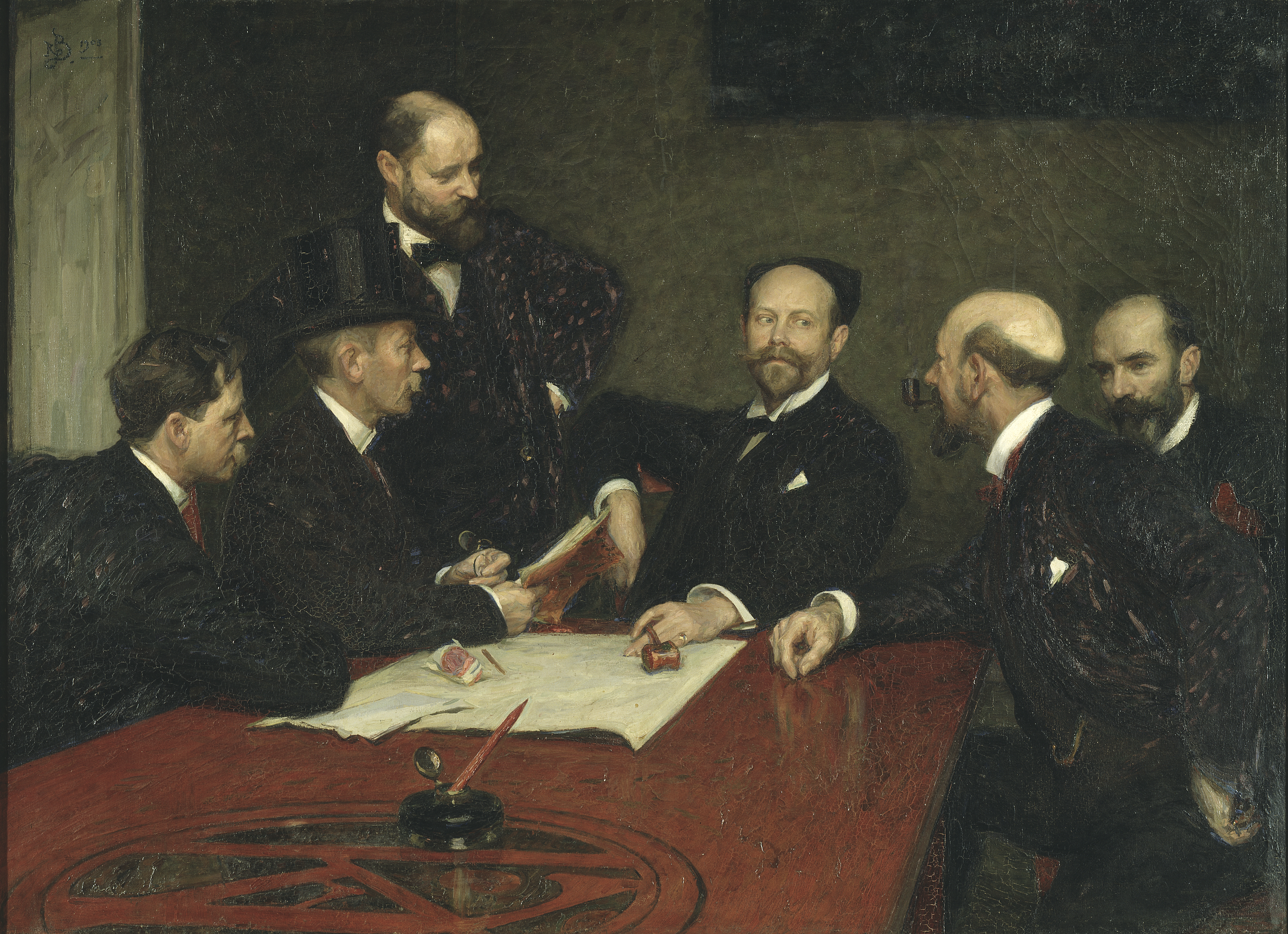
Richard Bergh, Zarząd Konstnärsförbundet, 1903, Nationalmuseum. Od lewej: Christian Eriksson, Eugène Jansson, Nils Kreuger (stoi), Karl Nordström (przewodniczący), Robert Thegerström i Richard Bergh

W 1896 Karl Nordström został wybrany przewodniczącym Konstnärsförbundet. Lata 1897–1900 upłynęły pod znakiem uczestnictwa w kolejnych wystawach Konstnärsförbundet a także w wystawie sztuki szwedzkiej w Sankt Petersburgu. W 1900 doszło do rozłamu w Konstnärsförbundet, w następstwie którego wielu młodych członków opuściło szeregi związku. Nadchodzące lata to praca twórcza i uczestnictwo w kolejnych wystawach, między innymi: w Sztokholmie (1901), Międzynarodowej wystawie secesji w Monachium (1901), wystawie w Krefeld i Sztokholmie (1902)i w Kopenhadze (1903).
W 1904 Karl Nordström wprowadził się do własnego domu w Sztokholmie. W roku następnym świętował swoje 50. urodziny w towarzystwie między innymi Augusta Strindberga i księcia Eugeniusza.
W 1906 został nauczycielem w trzeciej szkole, założonej przez Konstnärsförbundet. 

### Po 1908 Ekspresjonizm
Uczestniczył w kolejnych, własnych wystawach: w Sztokholmie (1908), Uppsali (1909), oraz w wystawach Konstnärsförbundet w Berlinie (1910,Berliner Secession) i Göteborgu (1911).
W 1911 wszedł w skład komitetu organizacyjnego Liljevalchs komittén, powołanego w celu wybudowania nowej sali wystawowej w Sztokholmie.
W 1912 wziął udział w tzw. Wystawie olimpijskiej Konstnärsförbundet w Sztokholmie, wspólnie z księciem Eugeniuszem i Ivanem Aguélim. W 1913 miał pierwsze kłopoty ze zdrowiem – zoperowano mu woreczek żółciowy.
W 1914 zaczął pisać pamiętnik, który kontynuował do końca życia. Lata 1915-1916 upłynęły pod znakiem uczestnictwa w kolejnych wystawach, w tym w wystawie „De Ungas” w nowo otwartej Liljevalchs konsthall.
Kolejne lata nie były pomyślne dla artysty: w 1918 zmarła jego matka (w wieku blisko 100 lat) a w styczniu 1919 wieloletni przyjaciel Richard Bergh.
W 1920 został rozwiązany Konstnärsförbundet, a Karl Nordström wraz z żoną wyjechał do Francji, gdzie oboje spędzili cały następny rok.
W 1922 roku artysta powrócił do Sztokholmu.
W 1923 roku miał swoją indywidualną wystawę w Liljevalchs konsthall, po czym poświęcił się malowaniu w parku koło Drottningholm. Tam też zmarł 16 sierpnia tego samego roku.
Jego imię (Karl Nordströms Väg) otrzymała jedna z ulic na przedmieściu Sztokholmu.

## Twórczość

### 1881–1892 Impresjonizm
W 1882 po zwiedzeniu wystawy impresjonistów Karl Nordström zainteresował się impresjonizmem. Tak opisał swoje wrażenia z tej wystawy:

Wystawa była znakomita i rzeczywiście dała mi większe zrozumienie sztuki studiowania i przedstawiania natury, niż jakikolwiek Salon.

Dobrym przykładem nowego stylu artysty jest obraz Leśna polana, motyw z Grez, przedstawiający bezładną gęstwinę zielonych zarośli, spowitych mgłą, gdzie jedynym elementem porządkującym przestrzeń i wprowadzającym perspektywę jest migocące w oddali światełko.

Obraz błyszczy i mieni się różnymi odcieniami barw; artysta zastosował kolory jasne i czyste – śmiały chwyt jak na szwedzkie stosunki w tym czasie. Kiedy człowiek patrzy na to malowidło, myśli biegną do malarzy francuskich jak Pisarro, Monet och Sisley, których dzieła Nordström miał okazję przestudiować na obu wystawach impresjonistów w Paryżu w 1881 i 1882.

Obraz ten, zaprezentowany po raz pierwszy w Szwecji na wspomnianej wystawie „Från Seinens strand” w Sztokholmie w 1885, stanowił tak pod względem treści jak i formy prawdziwe wyzwanie dla ówczesnego widza, nie przyzwyczajonego jeszcze, zwłaszcza w rodzimej Szwecji, do nowatorstwa w sztuce. Zarówno publiczność jak i krytyka przyjęła dzieło z irytacją:

Popatrzcie no na tę leśną ścieżkę, wygląda ona nieomal jak frywolne przedstawienie eksplodującego pokazu fajerwerków, jasnozielona „ćma” w delikatnych kolorach, składająca się wyłącznie z szarej bieli, jasnej zieleni, bladego fioletu z odcieniem błękitu a jednak mocna i żywa w tym rozsiewaniu iskier – fruwających liści, krążących w młodzieńczym szale wokół jądra tej „ćmy”; podobna do leja głębia, którą tworzy perspektywa wiodącej w dal tej leśnej ścieżki. Tak mniej więcej przedstawia się ten obraz – ale kto widział kiedykolwiek naturę podczas tej zbawiennej wiosny, którą wszyscy skaldowie zawsze opiewali – czy wygląda ona [natura] tak, jak ją ten malarz przedstawił?

Grez-sur-Loing, 1885–1886, Nationalmuseum
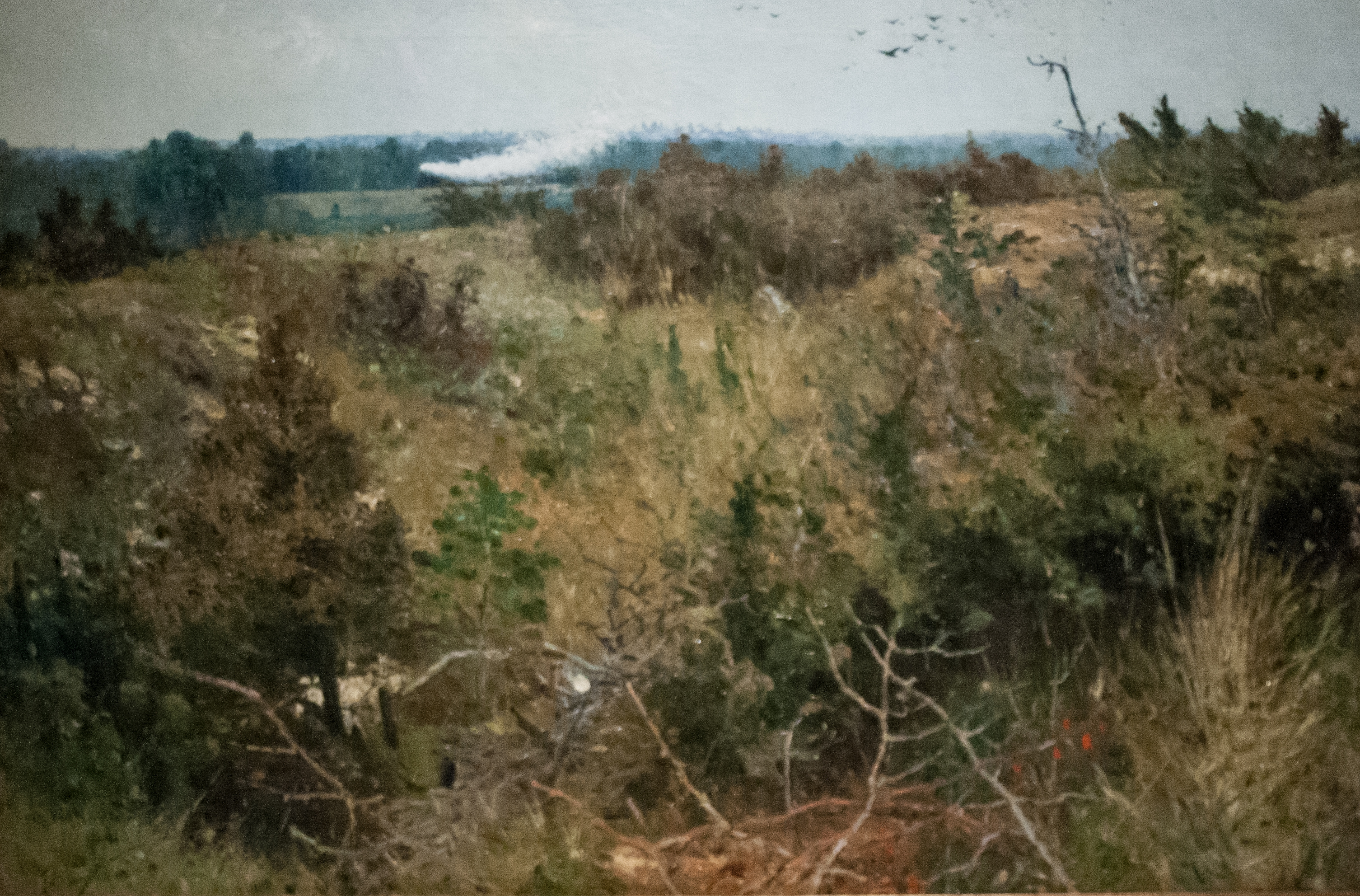
Grez-sur-Loing, 1885–1886, Nationalmuseum
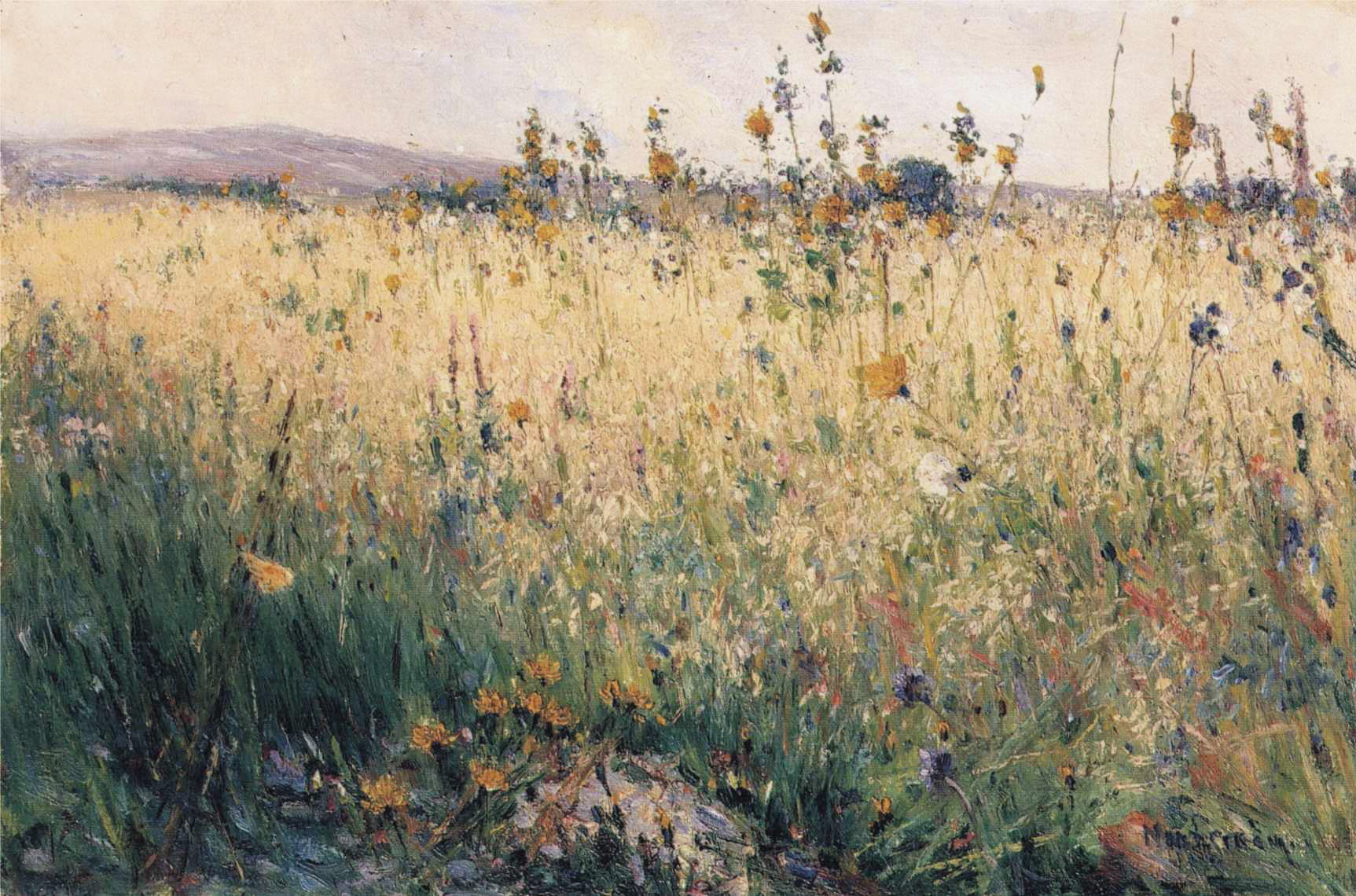
1887, Pole owsa, Prins Eugens Waldemarsudde

### 1893–1907 Varbergsskolan
Z okresu Varbergsskolan (po 1893) pochodzą takie prace artysty jak: Twierdza w Varberg (1894), Motyw zmierzchu z Varberg, Noc, Zagrody w Appelvik (1894), Migotanie słońca na morzu czy Borreberg na Tjörn (1895). W tym okresie Karl Nordström był pod wpływem dekoracyjnego, syntetycznego symbolizmu Gauguina oraz ekspresyjnej barwy i niespokojnej linii van Gogha. Sztuka jego stała się jeszcze bardziej nordycka w wyrazie – surowość przedstawianej natury, pierwotne piękno skał mających rzeźbiarskie formy, melancholijne, chłodne w wyrazie krajobrazy, spowite mgłą bezkresne przestrzenie wypełnione górami lub pagórkami i kontrastowe barwy: brunatna czerwień, brunatny fiolet, fiolet, ciemna zieleń, nade wszystko zaś – posępna atmosfera emanująca z jego dzieł. Fantazja splatająca się z rzeczywistością.
Ulubionym motywem Karla Nordströma stały się wiejskie krajobrazy malowane w monumentalnym stylu. Znana stała się zwłaszcza seria poświęcona twierdzy Varberg. Jeden z obrazów z tej serii zakupił malarz Anders Zorn i podarował amerykańskiej kolekcjonerce Isabelli Stewart Gardner, której zbiór, zawierający dzieła największych mistrzów (m.in. Vermeera i Rembrandta) stał się zalążkiem przyszłego Isabella Stewart Gardner Museum w Bostonie (Stany Zjednoczone).
Malarstwo Karl Nordströma z okresu Varberg to przykład malarstwa prowincjonalnego w okresie tzw. Narodowego romantyzmu w sztuce szwedzkiej schyłku XIX w. Wypracował on własny, nordycki styl, charakteryzujący się lokalną tematyką i pewną surowością formy. Przykładem tego jest obraz Widok na Sztokholm ze Skansenu (1889, 62 × 121 cm, Nationalmuseum).

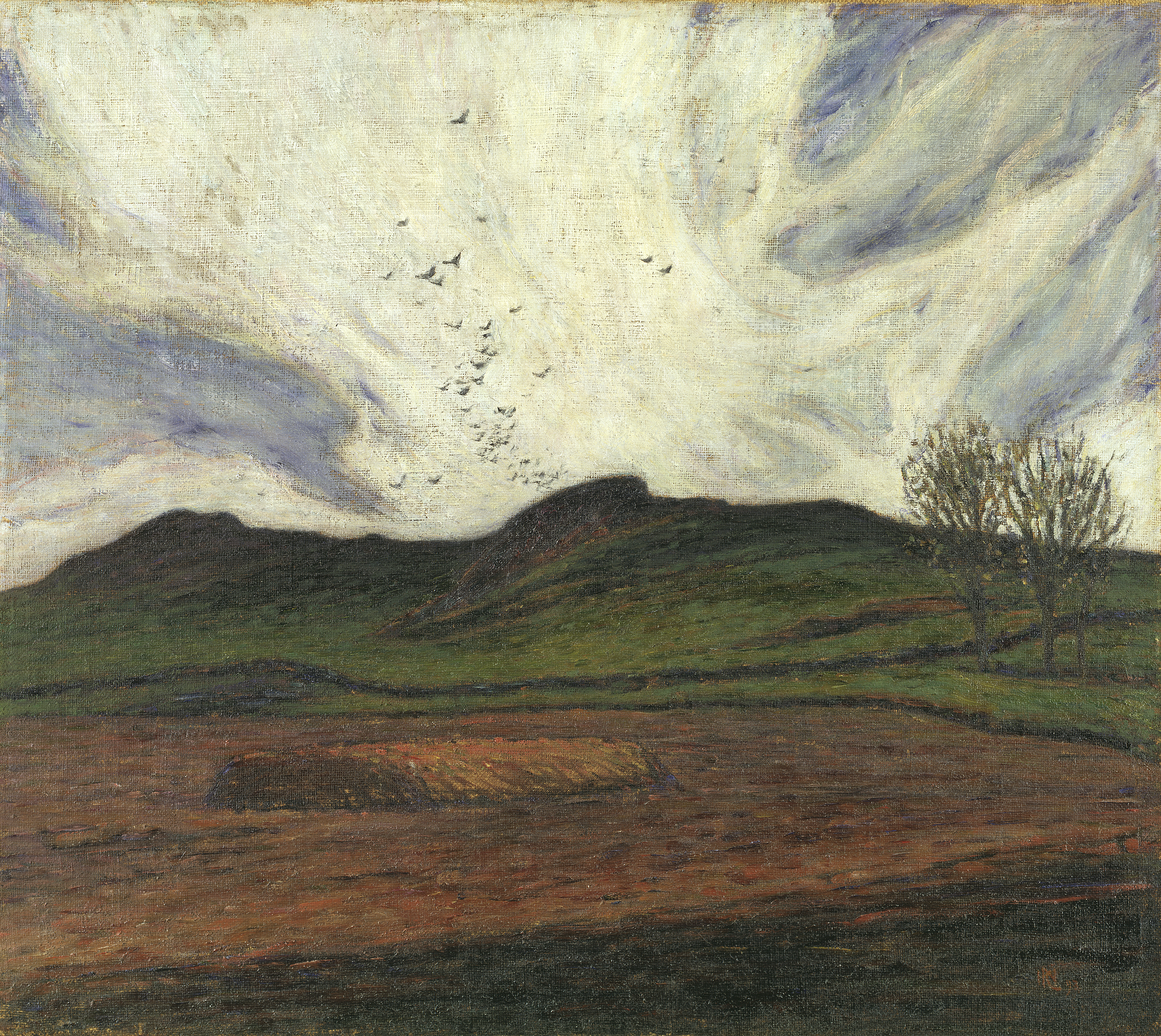
Burzowe chmury, 1893, Nationalmuseum
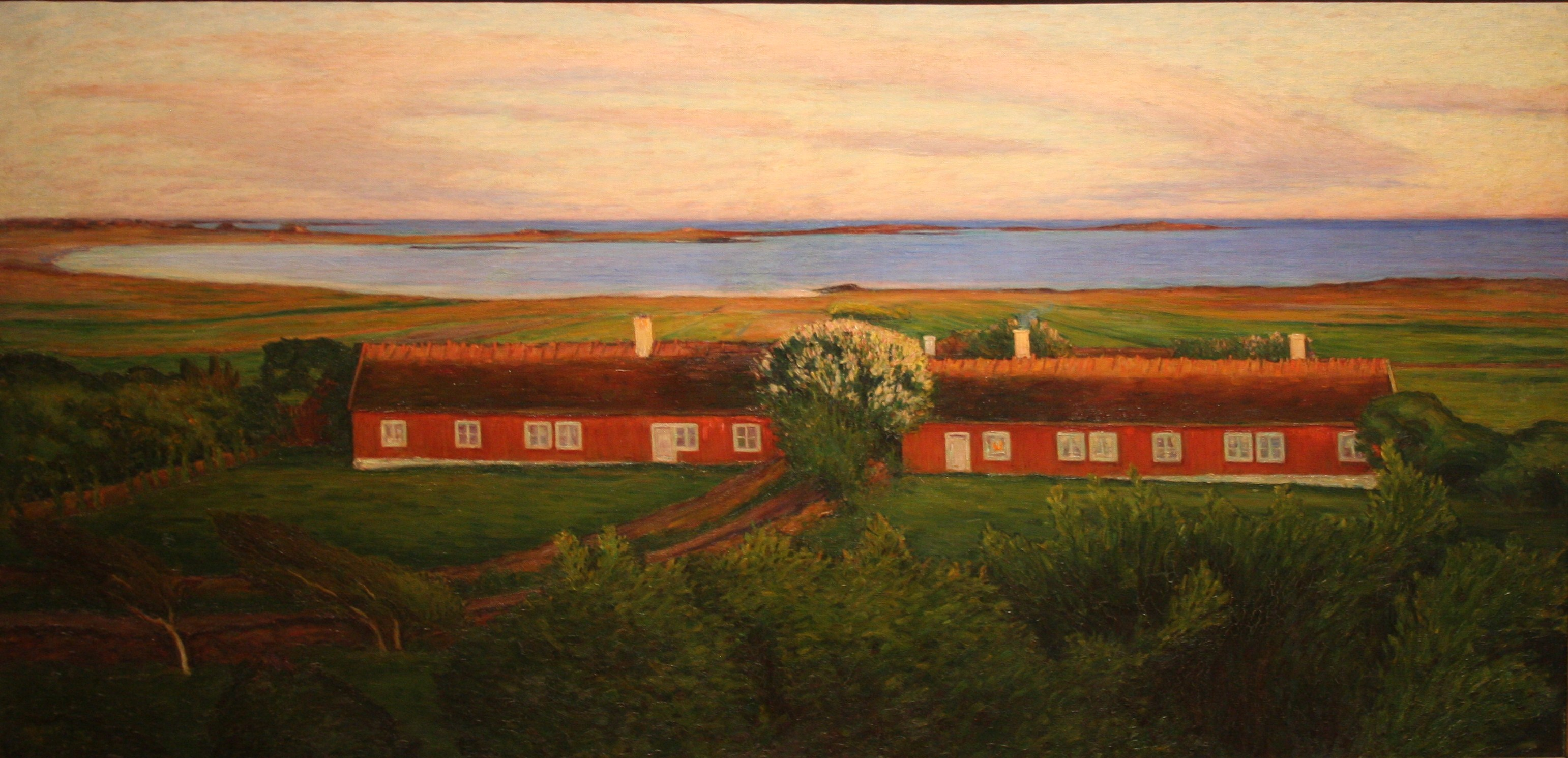
Sąsiednie zagrody, 1894, Nationalmuseum
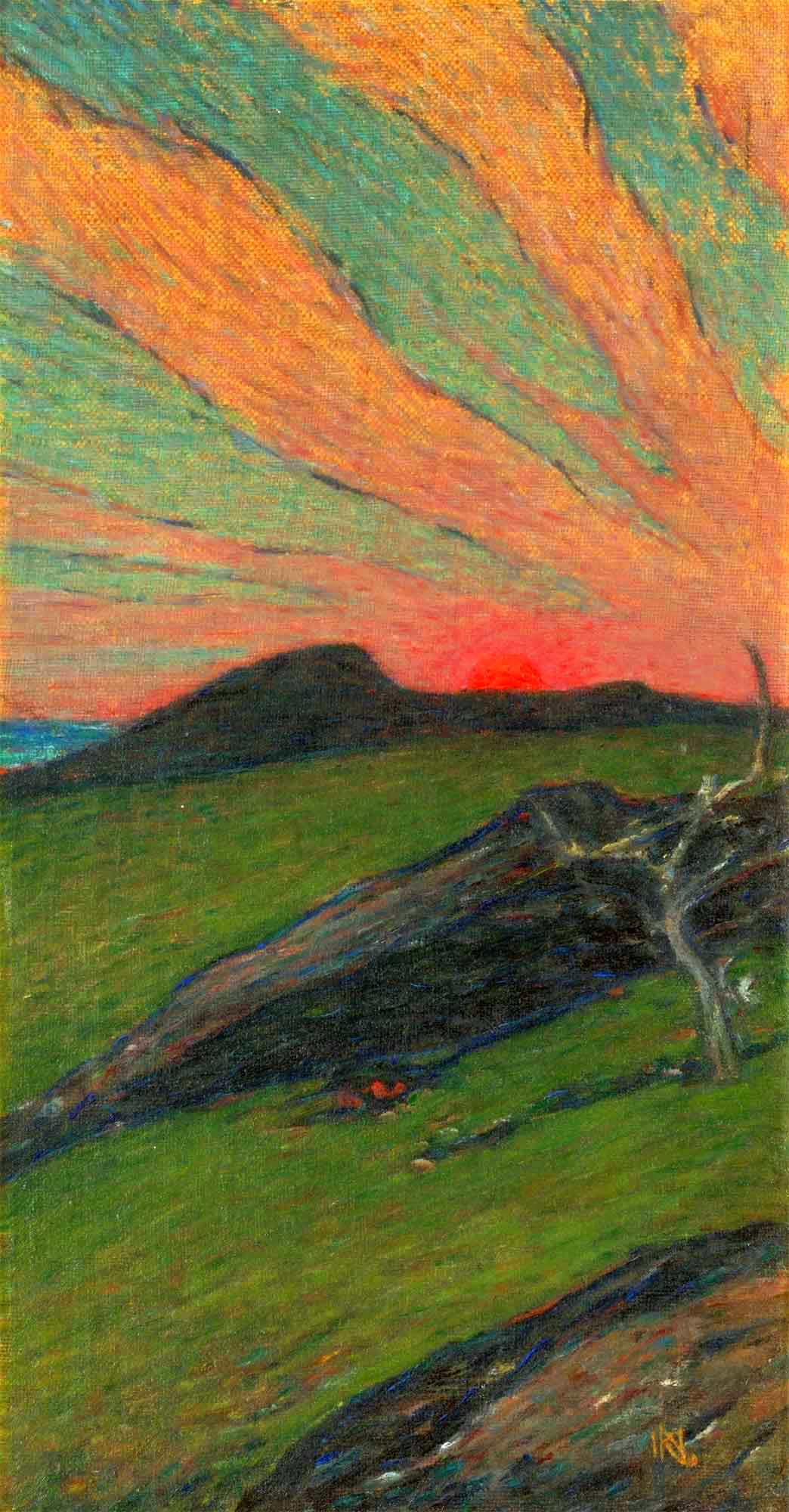
Zachód słońca nad Västerhavet, 1899, kolekcja prywatna
Widok na Sztokholm ze Skansenu, 1899, Nationalmuseum
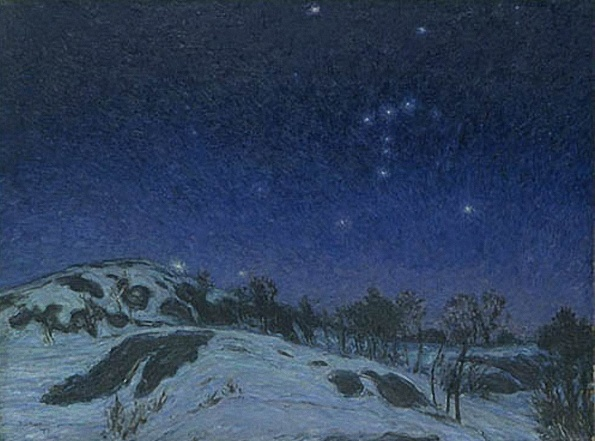
Zimowa noc, 1907, Prins Eugens Waldemarsudde

### Po 1908 Ekspresjonizm
Po roku 1908 Karl Nordström zaczął natomiast skłaniać się ku ekspresjonizmowi, wykazując zwłaszcza zainteresowanie zagadnieniem koloru. Jego obrazy stały się jaśniejsze. Cechował je realizm i dokładność. To nowe malarstwo artysta zaprezentował po raz pierwszy na „olimpijskiej” wystawie Konstnärsförbundet w Sztokholmie w 1912. Ówczesny krytyk August Brunius tak odniósł się do zmiany stylu Karla Nördströma:

Ja nie wierzę w te skały Nordströma, tak teraz jak i dziesięć lat temu; jakaś część absolutnej wiarygodności uległa zatraceniu w tym bogactwie kolorów, które teraz rozciąga się nad tymi pagórkami z zachodniego wybrzeża [Szwecji]. Doszedł do tego jakiś odcień świadomej, eksperymentalnej teorii barw, który pokrywa nagość [skał] bujną kolorystyczną florą.

Po przebytej operacji żołądka w 1913 sztuka Karla Nordströma przeszła kolejną metamorfozę – stała się jeszcze bardziej pogodna w treści. Podczas rekonwalescencji malował on pogodne widoki Skärholmen, na południe od Sztokholmu. W liście do księcia Eugeniusza tak pisał o problemie odnowy w sztuce:

Myślę tymczasem o jednej rzeczy, kiedy artysta ma się rozwijać... to musi on nawiązać do tego co było, do pewnego momentu we wcześniejszej sytuacji, który wówczas nie został całkiem dokończony, lecz pozostawiony i, w pewien sposób, nie wykorzystany.

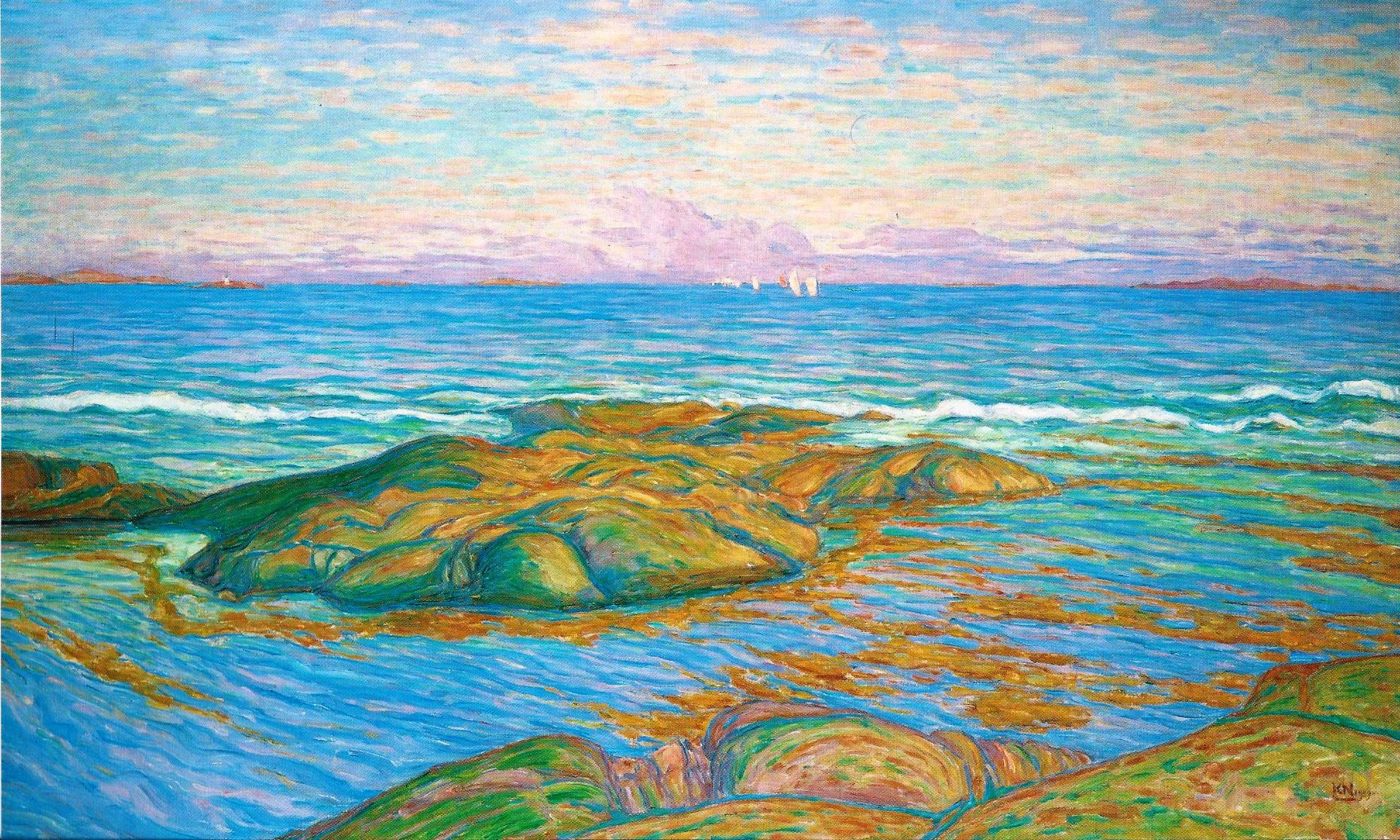
Szkiery, 1909, kolekcja prywatna
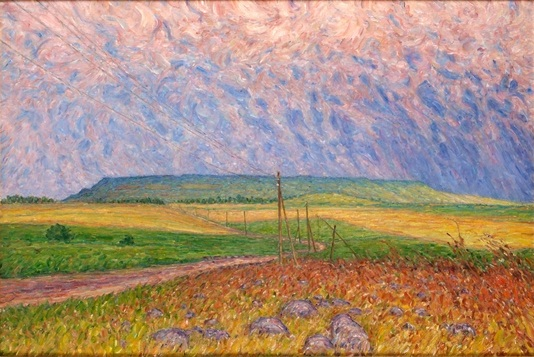
Alleberg, 1909, kolekcja prywatna
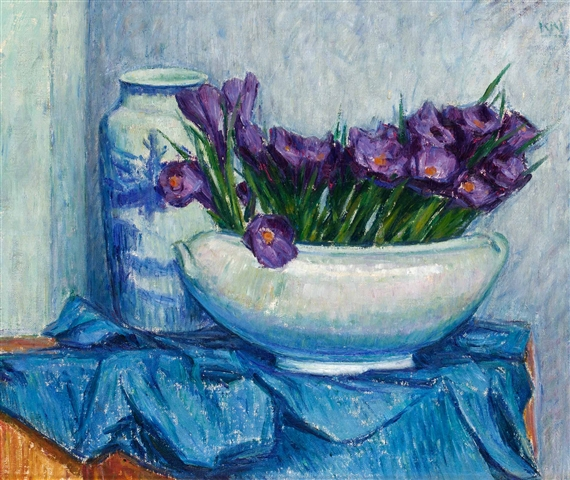
Fioletowe krokusy w białym naczyniu, ok. 1910, kolekcja prywatna
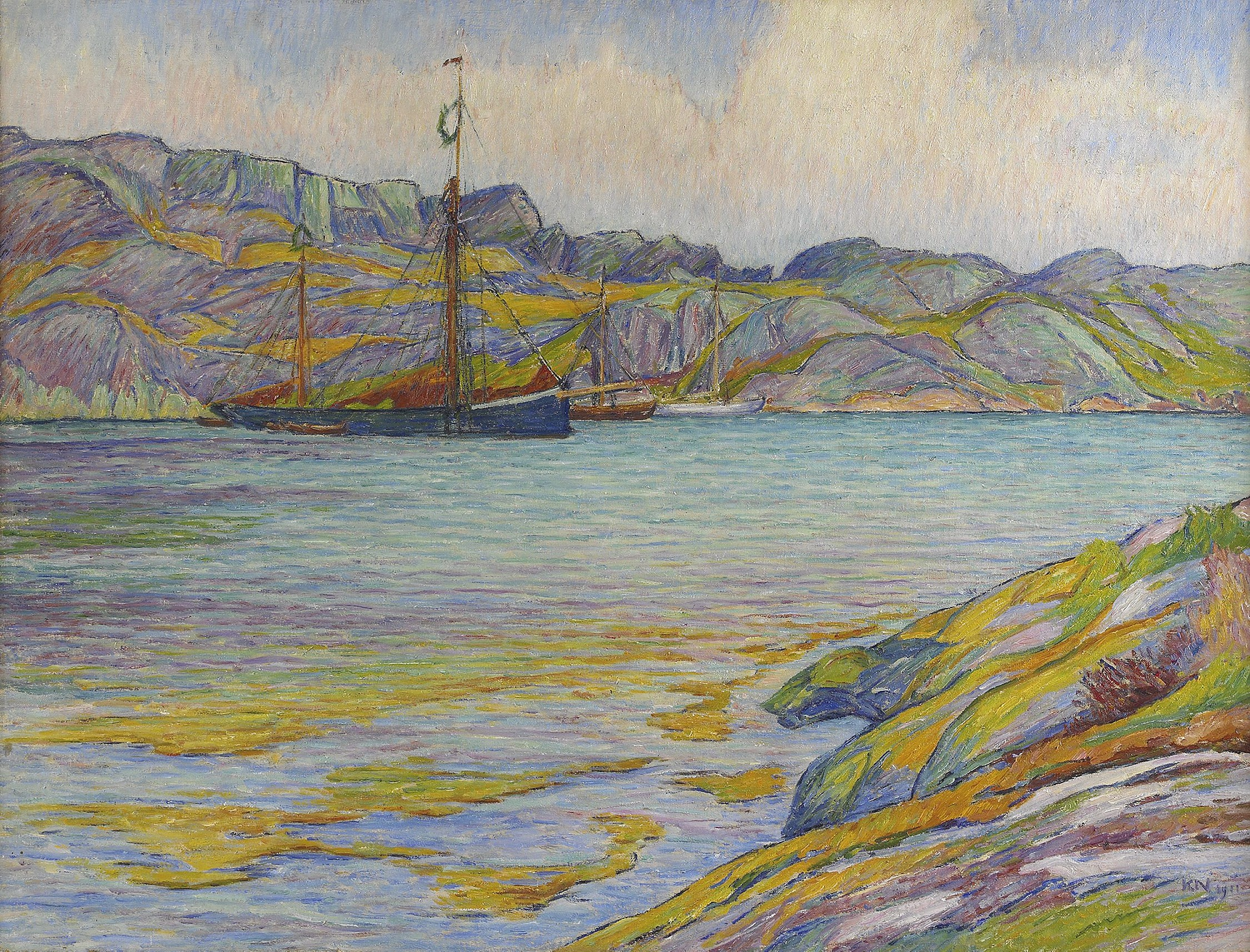
Łodzie przy skale w Kyrkesund, 1911
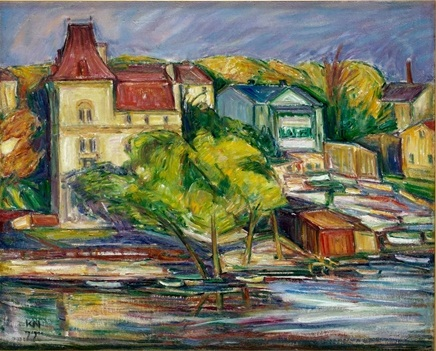
Dom Nordströma nad wodą w Gröndal, 1919, kolekcja prywatna

## Obrazy (wybór)
Lista obrazów sporządzona na podstawie katalogu towarzyszącego wystawie objazdowej „Karl Nordström: en vandringsutställning” z 1993 roku:
- Martwa natura, 1877, 32,5 × 40,5 cm, Bohusläns museum
- Ogród na Buttez Monmartre, 1881, 81 × 65 cm, własność prywatna
- Stary most w Grez, 1882, 77 × 71 cm, Prins Eugens Waldemarsudde
- Motyw ogrodowy z Grez, 1884, 108,5 × 73,5 cm, Göteborgs konstmuseum
- Leśna polana, motyw z Grez, 1884, olej na płótnie, 114 × 92 cm, Norrköpings konstmuseum
- Moja żona, 1885, 100 × 73 cm, Göteborgs Konstmuseum
- Pejzaż z Grez, 1888–86, olej na płótnie, 95 × 144 cm, Nationalmuseum
- Widok na Sztokholm zeSkansenu, 1889, olej na płótnie, 62 × 121 cm, Nationalmuseum
- Wschód księżyca w Hartippen na Tjörn, 1893, olej na płótnie, 64 × 89,5 cm, Norrköpings konstmuseum
- Twierdza w Varberg, 1893, olej na płótnie, 62 × 88,5 cm, Prins Eugens Waldemarsudde
- Twierdza w Varberg, 1894, olej na płótnie, 72,5 × 117,5 cm, Göteborgs konstmuseum
- Sąsiednie zagrody, 1894, olej na płótnie, Nationalmuseum
- Zimowy wieczór w Roslagstull, 1897–1900, olej na płótnie, 102 × 131 cm, Göteborgs konstmuseum
- Zachód słońca nad Västerhavet, 1899, olej na płótnie
- Jasny wieczór późną zimą (Zimowa noc), 1907, olej na płótnie, 128 × 173, Prins Eugens Waldemarsudde
- Ogród po deszczu, 1912, olej na płótnie, 70 × 100 cm, Östergötlands museum
- W ogrodzie, 1913, olej na płótnie, 88 × 124 cm, Prins Eugens Waldemarsudde
- Na Norrtullsgatan, 1913, olej na płótnie, 45 × 36 cm, Prins Eugens Waldemarsudde
- Novilla na Djurgården w popołudniowym słońcu, 1916, olej na płótnie, 45 × 54 cm, Prins Eugens Waldemarsudde
- Nature morte, 1919, olej na płótnie, 37 × 45 cm, Prins Eugens Waldemarsudde
- Z Drottningholm (Kanton), 1923, olej na płótnie, 44,5 × 54 cm, Prins Eugens Waldemarsudde